# Вишневский, Збигнев
Зби́гнев Вишне́вский (пол. Zbigniew Wiszniewski; 30 июля 1922, Львов, Польша (ныне Украина) — 11 октября 1999, Варшава, Польша) — польский композитор и педагог.

## Биография
Учился в Варшавской консерватории у Казимежа Сикорского. В 1954 году становится одним из основателей Польского общества скрипичных мастеров. С 1957 года — сотрудник Экспериментальной студии Польского радио. Сочинял электронную музыку. Выступал как музыкальный критик и музыковед. С 1954 года преподавал в Высшей музыкальной школе в Варшаве. Писал музыку для кино.

## Сочинения
- радиоопера «Neffru» (1959)
- балет «Ad Hominem» (1962)
- трио для сопрано, вибрафона и аккордеона «La Ballade des Dames du temps jadis» (на стихи Франсуа Вийона, 1986)

## Награды
- 1972 — Золотой микрофон[пол.]